# Владимировка (Михайловский район)
Владимировка (укр. Володимирівка) — село,
Любимовский сельский совет,
Михайловский район,
Запорожская область,
Украина.
Код КОАТУУ — 2323383303. Население по переписи 2001 года составляло 18 человек.

## Географическое положение
Село Владимировка находится в 2-х км от левого берега реки Карачекрак,
на расстоянии в 1 км от села Украинка.
Рядом проходит автомобильная дорога Р-37.

## История
- 1921 год — дата основания.